# Сэквилл, Уильям, 11-й граф де ла Варр
Уильям Хербранд Сэквилл (англ. William Herbrand Sackville; род. 10 апреля 1948) — британский бизнесмен, дворянин и пэр, 11-й граф де Ла Варр с 1988 года. Он носил титул лорда Бакхерста с 1976 по 1988 год, когда унаследовал титул после смерти своего отца Уильяма Сэквилла, 10-го графа де Ла Варра.

## Биография
Родился 10 апреля 1948 года. Старший сын Уильяма Сэквилла, 10-го графа де Ла Варра (1921—1988), и Энн Рейчел Девас (1920—2012). Он получил образование в Итонском колледже. Его финансовая карьера в Лондонском сити началась в 1976 году в качестве инвестиционного банкира, работающего в Mullens & Co. В течение 24 лет он был директором Laing & Cruickshank, а затем его владельцем Credit Lyonnais Securities, где он опубликовал совет под названием The Earl’s Earner и работал в старших продажах акций. Позже он был директором Shore Capital, работая с ее командой по продажам природных ресурсов, а затем стал директором Cluff Natural Resources. В апреле 2016 года он присоединился к хедж-фонду Toscafund Asset Management в качестве партнера.
Он является членом клубов White’s, Turf Club и Pratt’s, традиционных джентльменских клубов в Лондоне. В дополнение к своей работе в Лондонском сити, он был молочным фермером, и по состоянию на 2016 год продолжал выращивать скот в своем семейном поместье Бакхерст-Парк в Восточном Суссексе.
В 2009 году лорд де Ла Варр начал разрешать использовать библиотеку и прилегающую к ней гостиную семейного дома в Бакхерст-парке для проведения свадеб, чтобы «приспособиться оставаться на плаву» в ответ на экономический кризис в Великобритании. Впоследствии дом и поместье стали доступны для проведения корпоративных мероприятий и мероприятий на свежем воздухе, а также свадеб.
Лорд Де Ла Варр заявил в 2015 году: «Большую часть своей жизни я провел в поисках идеальной колбасы», а в официальном профиле Дебретта «Сегодняшние люди» его развлечения перечислены как «сельские занятия, колбаса». В течение десятилетия он взялся «воскресить вымершую колбасу», которая была любимой в его детстве. Результатом стала колбаса Buckhurst Park, продукт, производимый компанией Speldhurst Quality Foods (в которой Де Ла Варр владел долей), продаваемый на национальном уровне в британских супермаркетах Waitrose.
В октябре 2021 года лорд де Ла Варр приобрел оригинальный мост Poohsticks за 131 000 фунтов стерлингов, намереваясь придать ему «почетное место» в Бакхерст-парке.

## Семья
10 августа 1978 года в Лондоне он женился на Анне Памеле Левесон, графине Хоуптаун (род. 12 февраля 1946). Урожденная Энн Памела Левесон была внучкой адмирала сэра Артура Кавена Левесона и имеет двух сыновей от предыдущего брака с Эдрианом Хоупом, 4-м маркизом Линлитгоу. Она получила титул графини де Ла Варр в 1988 году. Леди Де Ла Варр — владелица конезавода South Park, который разводит породистых шетландских пони в фамильном поместье в Бакхерст-парке.
У них двое сыновей:
- Уильям Хербранд Томас Сэквилл[англ.] (род. 13 июня 1979), лорд Бакхерст, менеджер хедж-фонда в Лондоне, и наследник графского титула[5][13]. В 2010 году он женился на графине Ксении Толстой-Милославской[англ.] (род. 1980)[13][14]. Их дети: сын Уильям Лайонел Роберт Сэквилл (род. 24 января 2014)[15] и дочь Виктория-Элизабет Энн Сэквилл (род. 6 июня 2016)[16].
- Эдвард Джеффри Ричард Сэквилл (род. 6 декабря 1980) — агент по разведению скота, совладелец международного агентства по разведению скота SackvilleDonald[17]. В 2013 году он женился на Софии Джорджине Милтон Экройд[18]. Их дети: дочь Виола Идина Эдит Сэквилл (род. в июле 2013)[19], и сын Артур Эдвард Марк Сэквилл (род. в июне 2015).